# Daniel Cabrera Rivera

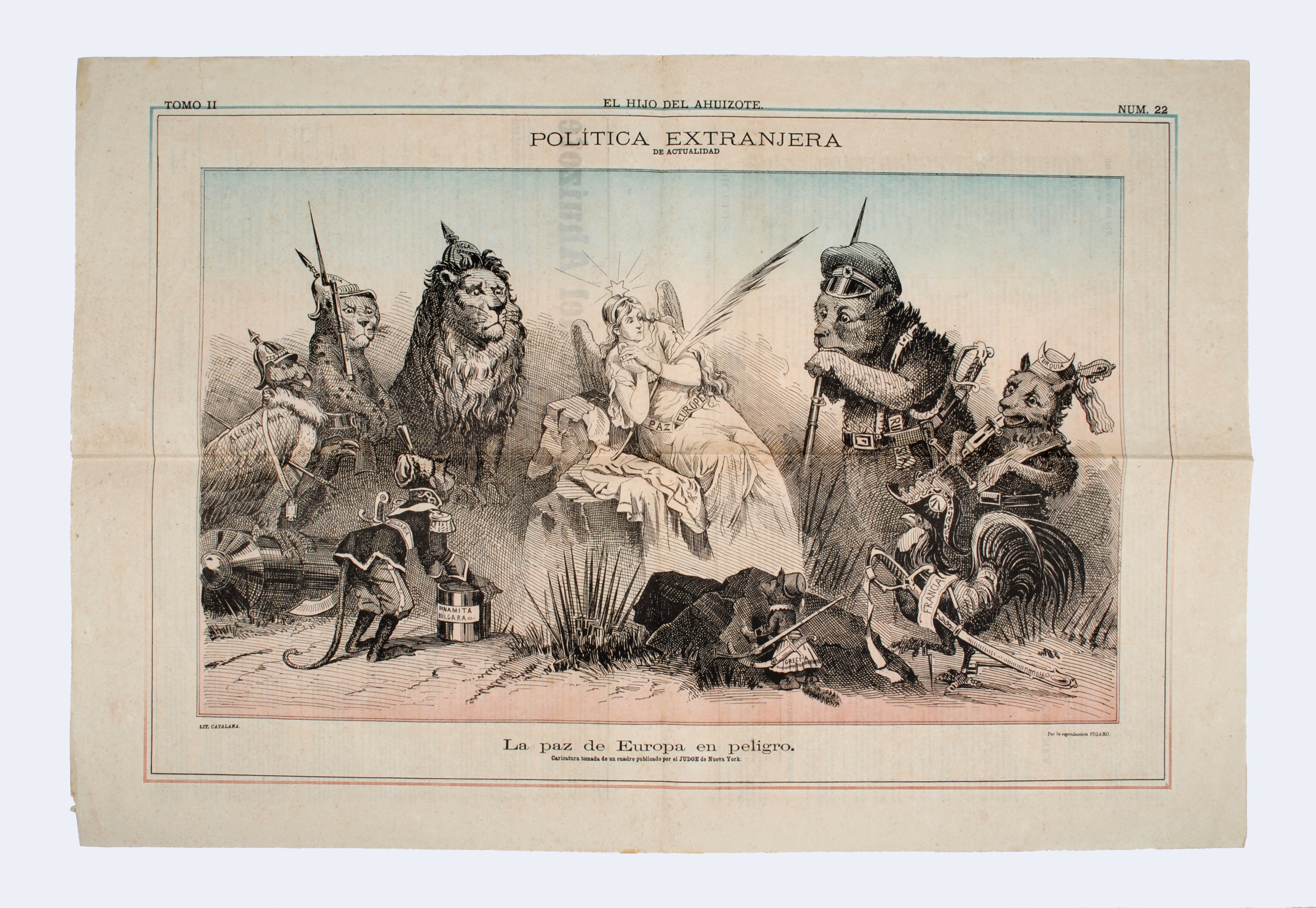
Caricatura publicada en El Hijo del Ahuizote en 1887 bajo el pseudónimo Fígaro.

Daniel Cabrera Rivera (Zacatlán, Puebla. 1 de enero de 1858 - Tomatlán, Puebla. 6 de mayo de 1914) fue un periodista y caricaturista mexicano. Fue cofundador y director del diario satírico El Hijo del Ahuizote, principal crítico del gobierno del General Porfirio Díaz. También fue fundador y director de los periódicos antiporfiristas El Nieto del Ahuizote y El Ahuizote Jacobino.

## Primeros años
Nació en la ciudad de Zacatlán, en el estado de Puebla, el 1 de enero de 1858, sus padres fueron José María Cabrera Ricaño y Francisca Rivera. Estudió la primaria en Xochitlán y al cumplir la mayoría de edad se trasladó a la Ciudad de México para ingresar a la Escuela de Artes y Oficios, donde estudió la carrera de Litógrafo.
En 1879 inició su carrera de dibujante en el periódico El Progreso de Zacatlán, en su municipio natal. En 1884 trabajó al lado del caricaturista José María Villasana, en La Época ilustrada. Semanario de literatura, humorístico y con caricaturas, suplemento político del diario La Época, que circulaba cada lunes. En esta publicación colaboró hasta 1885, año en que fundó su primera empresa periodística, apoyado por el General Vicente Riva Palacio y el periodista Manuel Pérez Bibbins, quien se encargó de la parte editorial y revisar cada detalle de los prospectos del periódico, que se repartieron días antes de su aparición.
Los primeros años de su trayectoria, Daniel Cabrera se dedicó más a reproducir dibujos de otros autores nacionales y extranjeros que llegaban al país para ser publicados en la prensa nacional, y paulatinamente adquirí un estilo propio que plasmó por más de 15 años, en las páginas de su obra más importante, El Hijo del Ahuizote.

## El Hijo del Ahuizote
El 23 de agosto de 1885 apareció por primera vez el semanario dominical de oposición El Hijo del Ahuizote, con un formato similar al de una revista. La sección más destacada del diario eran las caricaturas políticas, que junto al resto de su contenido criticaba las acciones del gobierno, los excesos de la élite porfiriana, el control del clero, y en general todos los males del pueblo mexicano, pero puso gran énfasis en el tema de la libertad de imprenta y las reformas a la Constitución de 1857.
En su primera época el semanario constó de 8 páginas, en las que se incluían de 6 a 8 caricaturas, en la portada, páginas centrales y contraportada. La caricatura de la portada estaba coloreada a mano y destacaba cualquier hecho importante de la semana. En las siguientes épocas aumentó a 16 el número de páginas y se incluían forros comerciales. 
La línea del periódico siempre fue liberal reformista y al iniciar el siglo XX, bajo la dirección de los hermanos Enrique y Ricardo Flores Magón, dio un giro evidente hacia el radicalismo y el anarquismo. En 1903, una orden presidencial prohibió la circulación de cualquier publicación donde los Flores Magón intervinieran, fue así que el 3 de mayo de ese año, salió a la venta el último número de El Hijo del Ahuizote.

## Pseudónimos
A lo largo de su trayectoria, Daniel Cabrera firmó bajo diferentes seudónimos. Para las notas y editoriales empleó D.C., El Hijo del Ahuizote, Ahuizote y Ahuizotl; mientras que en sus caricaturas y dibujos utilizó F, Frimús, D.C., D.Cabrera y Fígaro. Este último lo empleó durante 18 años en El Hijo del Ahuizote. Conforme la represión se hizo más fuerte hacia los periodistas de oposición, éstos dejaron de firmar sus dibujos, por lo que, al final del porfiriato, sólo pueden atribuirse la autoría siguiendo detalladamente los trazos y estilos personales de cada caricaturista. Daniel Cabrera, dejó de firmar sus trabajos en El Ahuizote Jacobino y puede asegurarse su autoría por lo ya mencionado y porque en muchas ocasiones se publicaron previamente en El Hijo del Ahuizote.

## Muerte
Como resultado de los 531 días que estuvo encarcelado en las insalubres bartolinas de la cárcel de Belém, su salud se vio severamente mermada. Al finalizar el siglo XIX, Cabrera padecía hemiplejía, obligándolo a alejarse del periodismo y vender su semanario a los Flores Magón. Sus últimos días los pasó con su familia en su casa de Cuernavaca, Morelos, donde redactó su testamento. 
Daniel Cabrera falleció el 6 de mayo de 1914, en la localidad de Tomatlán, del municipio de Zacatlán, Puebla. Cuatro años después de su deceso sus restos fueron trasladados al Panteón Municipal de Zacatlán. Baudelio Candanedo narra que “De paso por el Palacio Municipal, los despojos fueron llevados a la sala de sesiones del Ayuntamiento para hacerle los honores correspondientes a los grandes hombres”, al mismo tiempo que se develó la placa que bautizaba a la Avenida Daniel Cabrera, donde actualmente se encuentra la Biblioteca Pública Luis Cabrera Lobato.

## Publicaciones
A lo largo de su vida Daniel Cabrera Rivera fundó y dirigió varios periódicos, y editó obras literarias
- El Hijo del Ahuizote, periódico publicado de 1885 a 1903.
- El Nieto del Ahuizote, periódico publicado de 1886 a 1887.
- El Ahuizote Jacobino, periódico publicado en 1904.
- La Época ilustrada, colaborador.
- Liberales ilustres mexicanos  de la reforma y la Intervención, 1890, editor.
- Corona fúnebre del General Juan N. Méndez, colaboraciones.
- Los pensadores de España, artículo literario.